# Почвиска
Почвиска — река в России, протекает по Архангельской области России. Берёт начало из озера Поча и впадает в озеро Варш. Длина реки составляет 7 км. Имеет левый приток, берущий начало из озера Куча.
У устья имеет ширину в 22 м, 2 метра глубины и песчаное дно.
На южном берегу реки (левом) находится Варшболото.

## Данные водного реестра
По данным государственного водного реестра России относится к Двинско-Печорскому бассейновому округу, водохозяйственный участок реки — Мезень от водомерного поста деревни Малонисогорская и до устья. Речной бассейн реки — Мезень.
Код объекта в государственном водном реестре — 03030000212103000049293.

## Топографические карты
- Лист карты Q-39-XIX,XX устье р. Косма. Масштаб: 1 : 200 000. Указать дату выпуска/состояния местности.